# André Lacximicant
André Filipe Ferreira Lacximicant (Lisbona, 19 maggio 2001) è un calciatore portoghese, attaccante dell'Estoril Praia.

## Carriera
Ha iniziato la sua carriera fra i professionisti con il Leixões, con cui ha debuttato il 9 maggio 2021 nell'incontro di Segunda Liga vinto 2-0 contro il Porto B. Due settimane dopo ha segnato il suo primo gol contro l'Académica.
Il 22 luglio 2021 è stato acquistato dal Braga, che lo ha aggregato alla formazione B. Dopo due stagioni e mezza, il 31 gennaio 2024, ha rinnovato il contratto fino al 2026 ed è passato in prestito al Casa Pia.
Nel 2024 si è trasferito all'Estoril Praia.

## Statistiche

### Presenze e reti nei club
Statistiche aggiornate al 2 marzo 2024.
| Stagione        | Squadra         | Campionato      | Campionato | Campionato | Coppe nazionali | Coppe nazionali | Coppe nazionali | Coppe continentali | Coppe continentali | Coppe continentali | Altre coppe | Altre coppe | Altre coppe | Totale | Totale | Totale |
| Stagione        | Squadra         | Comp            | Pres       | Reti       | Comp            | Pres            | Reti            | Comp               | Pres               | Reti               | Comp        | Pres        | Reti        | Pres   | Reti   |        |
| --------------- | --------------- | --------------- | ---------- | ---------- | --------------- | --------------- | --------------- | ------------------ | ------------------ | ------------------ | ----------- | ----------- | ----------- | ------ | ------ | ------ |
| 2020-2021       | Leixões         | LdH             | 3          | 1          | CP+CdL          | 0               | 0               |                    | -                  | -                  |             | -           | -           | 3      | 1      |        |
| 2021-2022       | Braga B         | TL              | 1          | 0          |                 | -               | -               |                    | -                  | -                  |             | -           | -           | 1      | 0      |        |
| 2022-2023       | Braga B         | TL              | 26         | 9          |                 | -               | -               |                    | -                  | -                  |             | -           | -           | 26     | 9      |        |
| 2023-gen. 2024  | Braga B         | TL              | 18         | 5          |                 | -               | -               |                    | -                  | -                  |             | -           | -           | 18     | 5      |        |
| gen.-giu. 2024  | Casa Pia        | PL              | 4          | 0          | CP+CdL          | 0               | 0               |                    | -                  | -                  |             | -           | -           | 4      | 0      |        |
| Totale carriera | Totale carriera | Totale carriera | 56         | 15         |                 | 0               | 0               |                    | -                  | -                  |             | -           | -           | 56     | 15     |        |